# Serge Van Cottom
Serge Van Cottom (Ukkel, 5 februari 1953 - Rixensart, 24 mei 2023) was een Belgisch gewichtheffer.

## Levensloop
Van Cottom nam deel aan de Olympische Zomerspelen van 1980 te Moskou in de gewichtsklasse van de lichtzwaargewichten (≤82,5kg).